# Juul Baltussen
Juul Baltussen (Oploo, 1958) is een Nederlandse beeldhouwer/kunstsmid.

## Levensloop
Als kind bezocht Baltussen al vaak de plaatselijke smid vlak bij zijn ouderlijk huis; op zijn twaalfde hielp hij er al regelmatig. Op zijn vijftiende begon hij zelfstandig te smeden in een schuur achter zijn ouderlijk huis. Gedurende twee jaar ging Baltussen in de leer bij Cees Clement in Vught alvorens van zijn hobby zijn beroep te maken.
Het meeste van zijn werk wordt gemaakt van ijzer en staal, maar Baltussen gebruikt soms ook brons, koper, natuursteen, glas en damast.
Juul Baltussen woont en werkt in Westerbeek.

## Fotogalerij

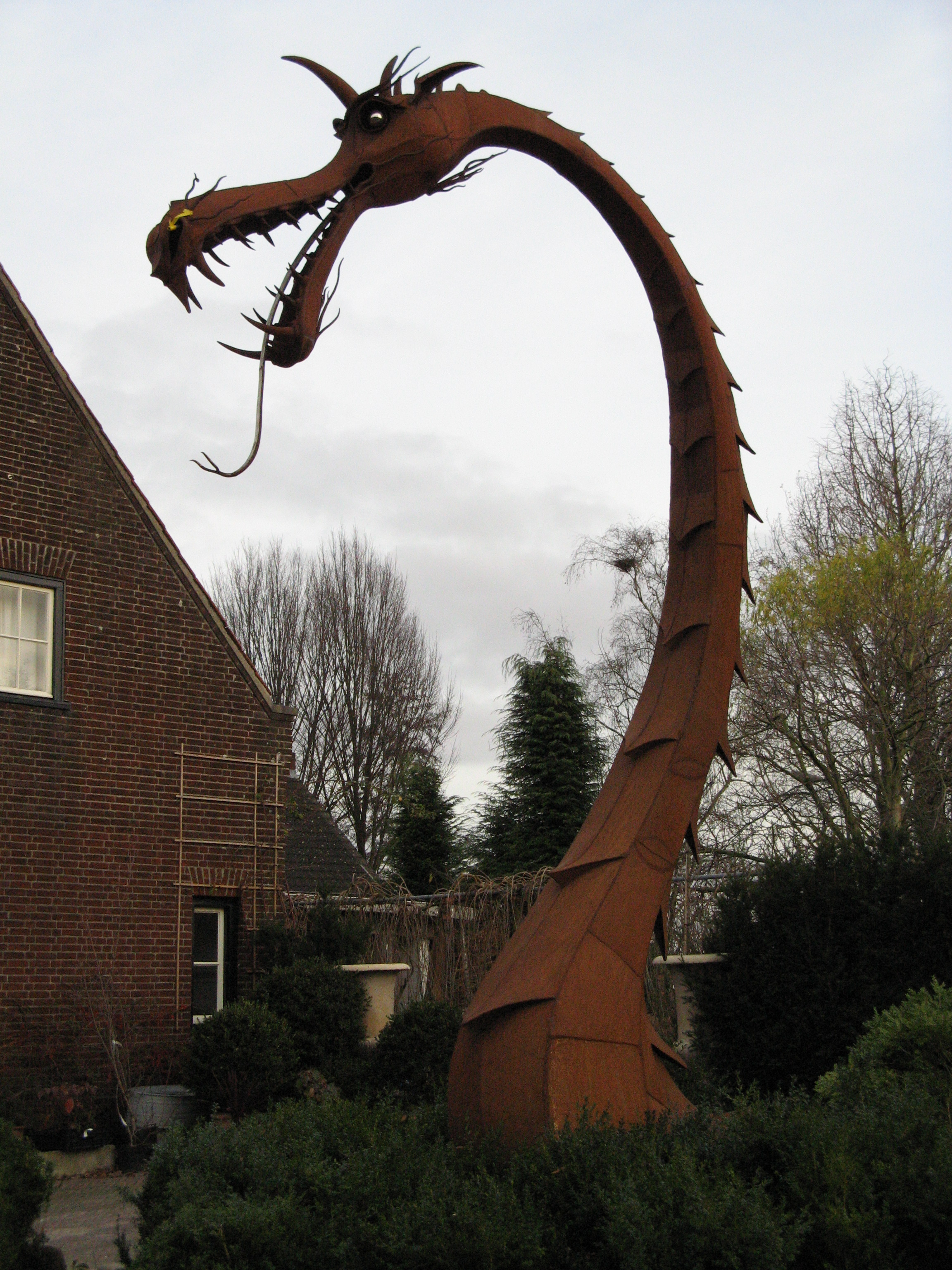
De Draak (2009), Oploo
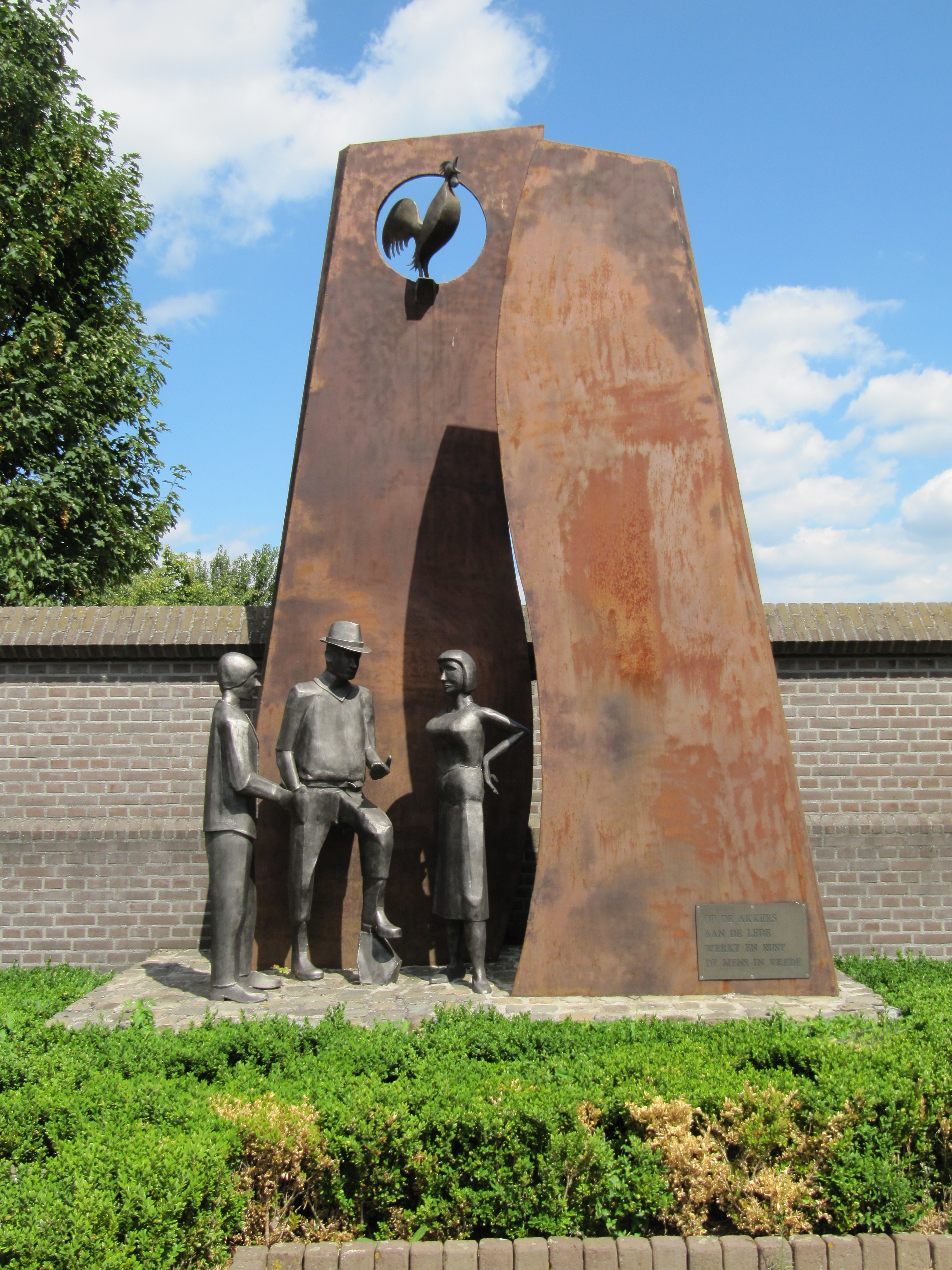
Aan de oever van 't Leecke, Ledeacker
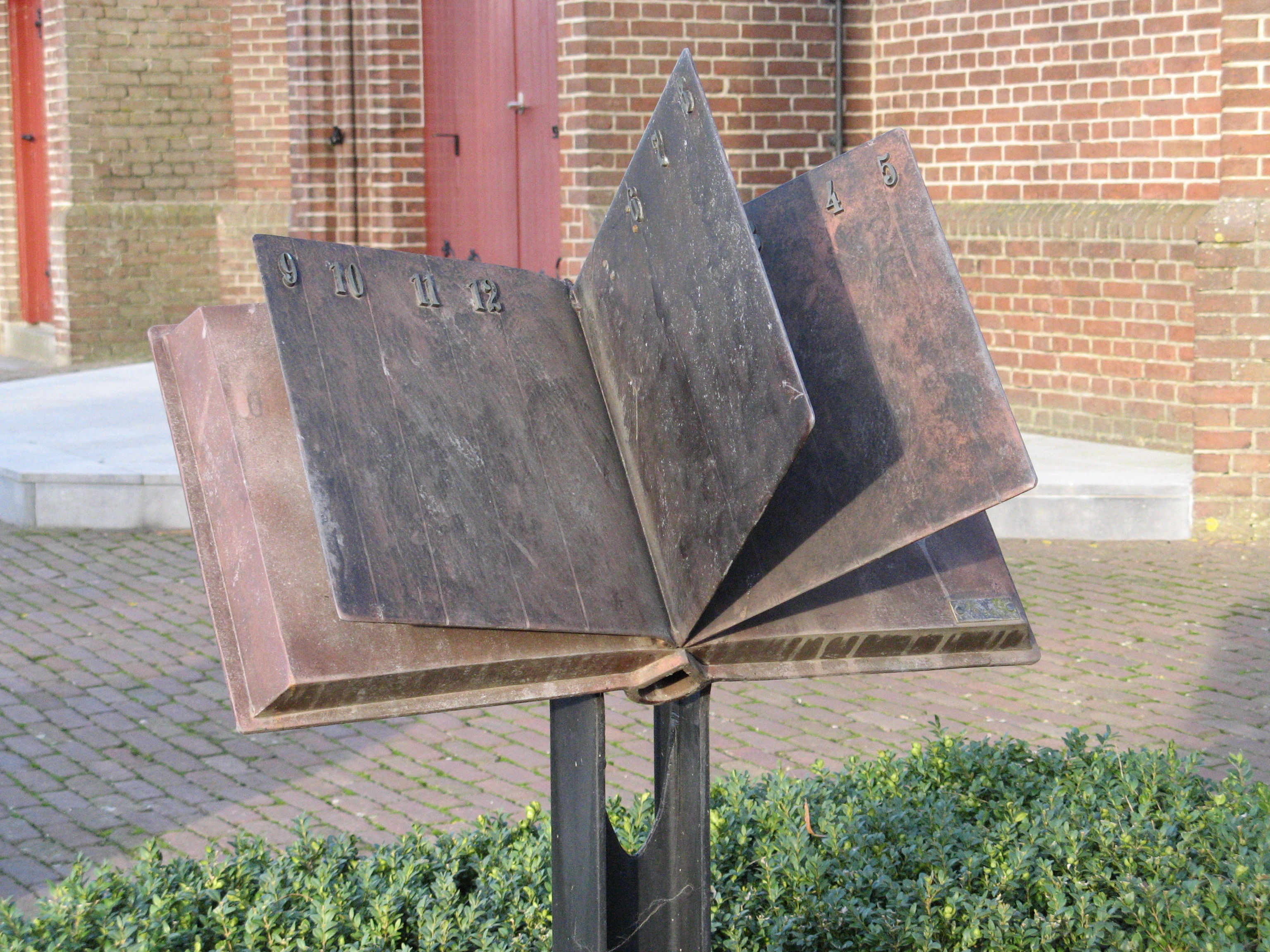
Zonnewijzer, Ledeacker
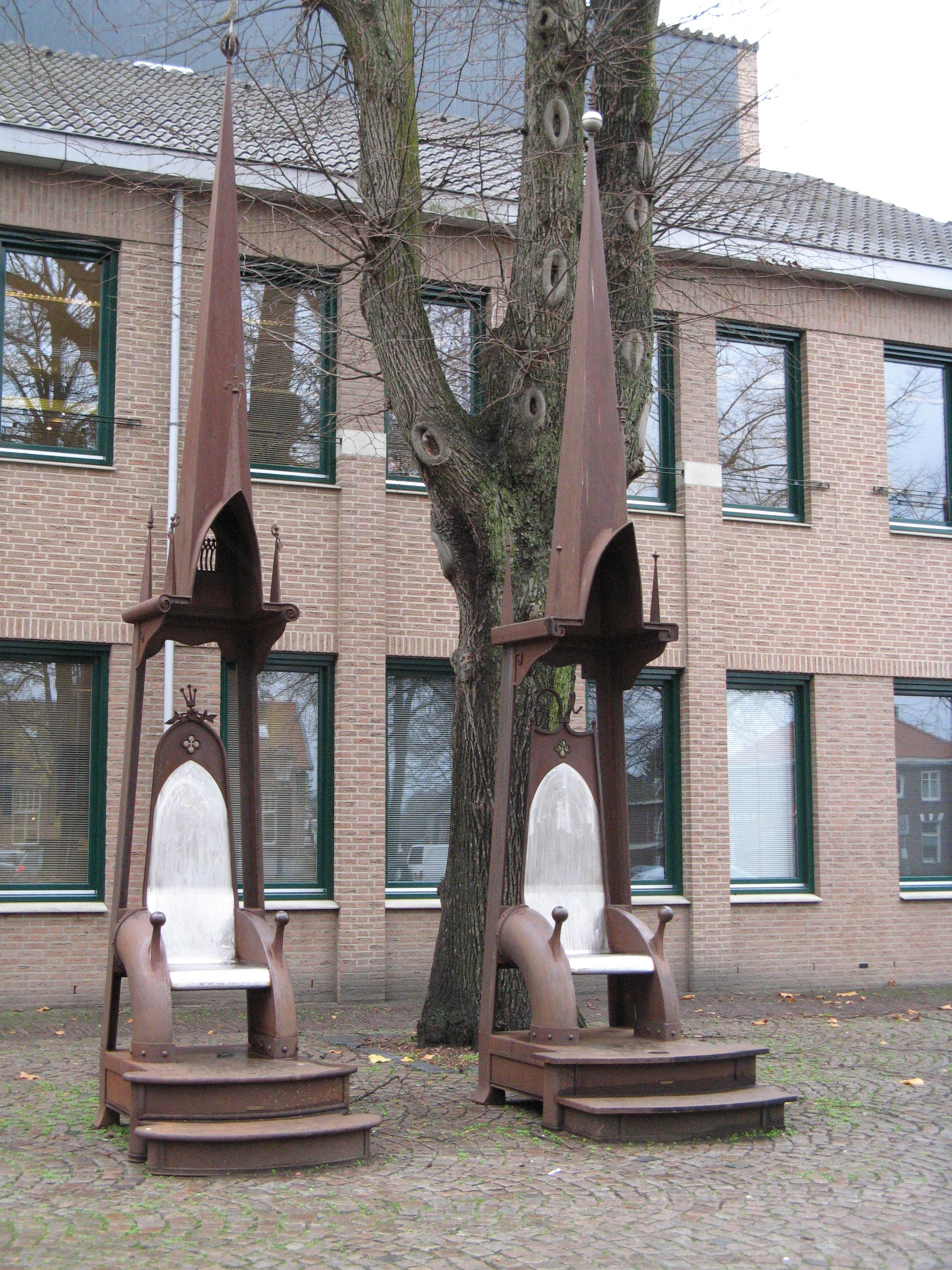
Koningstronen, Sint Anthonis
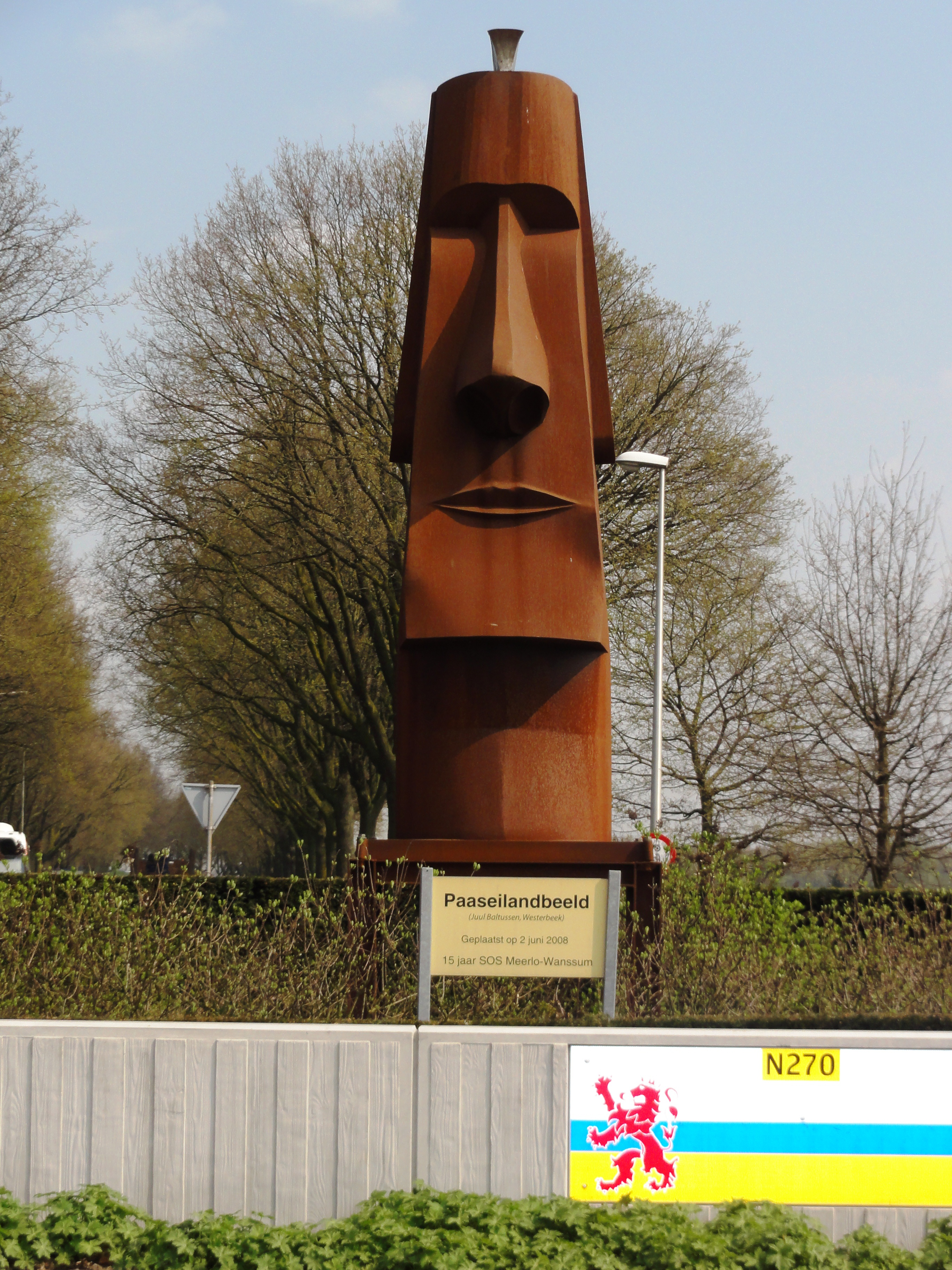
Paaseilandbeeld, Wanssum
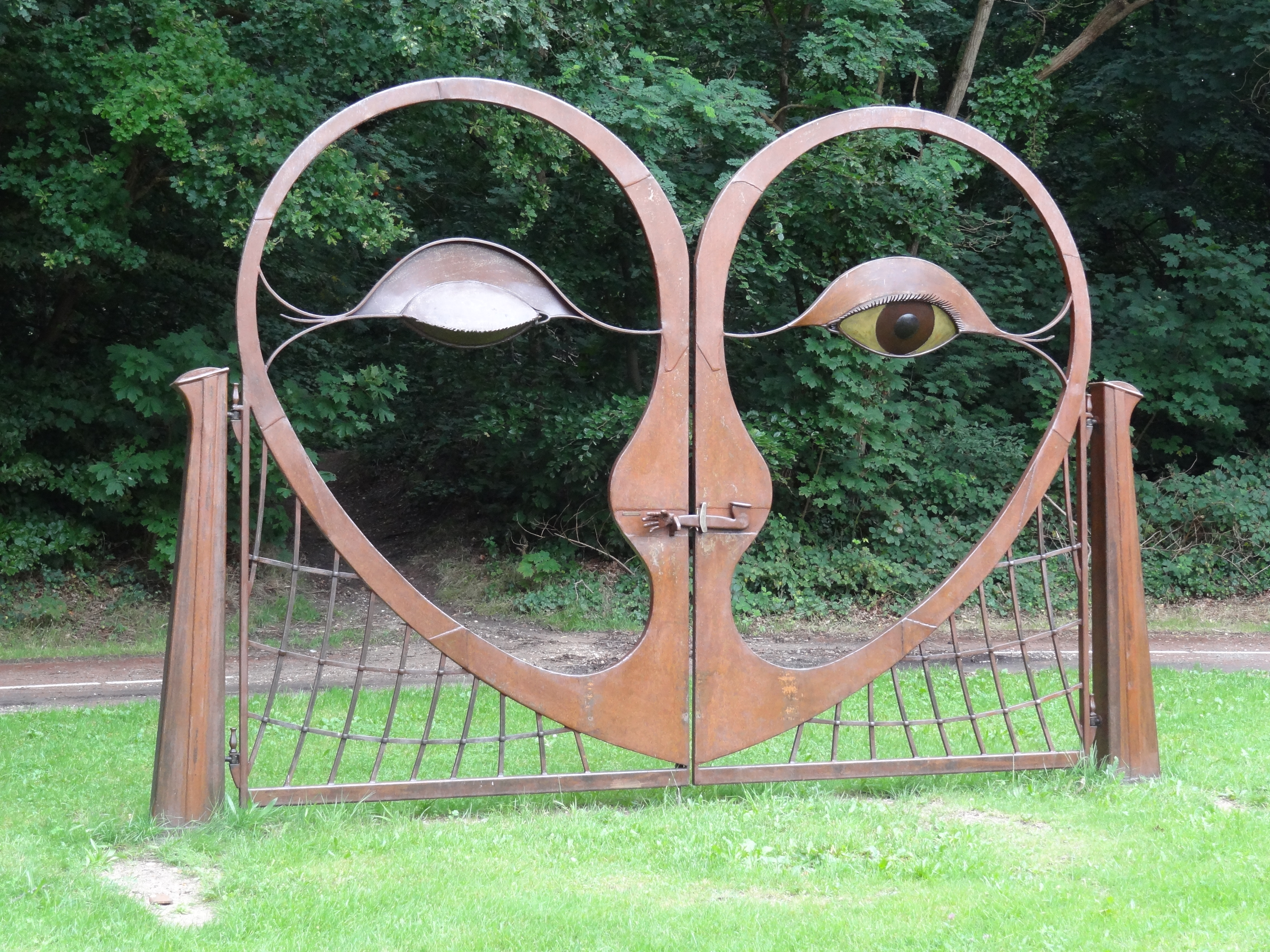
Tolerantiepoort, Amersfoort